# 沖倉康志
沖倉 康志（おきくら やすし、1976年3月12日 - ）は、東京都国分寺市生まれの日本の料理人。東京都中央区銀座3丁目にある中国料理「銀座Rouge」（ルージュ）のシェフである。

## エピソード
1995年東京都立川市のリーセントパークホテルへ入社し、当時同ホテルの総料理長を務めていた脇屋友詞に出会う。1997年に脇屋友詞が総料理長を務める「トゥーランドット游仙境・横浜店」のオープニングスタッフとして移籍した。その後、Wakiyaの各店舗の料理長を経て、2021年より上海ルージュ料理長、2024年より銀座ルージュの料理長となっている。

## 略歴
- リーセントパークホテル
- Wakiya　トゥーランドット游仙境・横浜店
- Wakiya 迎賓茶樓　料理長
- Wakiya 一笑美茶樓 トゥーランドッド游仙境　料理長
- 上海ルージュ　料理長
- 銀座ルージュ　料理長